# 森下和清
森下 和清（もりした かずきよ）は、日本のテレビプロデューサー。株式会社レイン・ドロップス所属。元株式会社オスカープロモーション芸音本部ドラマプロデューサー、元テレパック所属の常務取締役プロデューサー。主にTBSのテレビドラマを手がける。渡瀬恒彦と伊東四朗のコンビによる『十津川警部シリーズ』は23年続いた長寿番組となった。

## 代表作
- 西村京太郎サスペンス 十津川警部シリーズ（1992年 - 2015年、TBS）
- お見合いの達人（1994年、TBS）
- ママは大ピンチ!!（1996年、TBS）
- コワイ童話（1999年、TBS）
- 探偵 左文字進（1999年 - 2013年、TBS）
- こちら第三社会部（2001年、TBS）
- 名探偵キャサリン（2001年 - 2006年、TBS）
- こちら本池上署（2002年 - 2005年、TBS）
- 特命!刑事どん亀（2006年、TBS）
- 2ndハウス（2006年、テレビ東京）
- 輪違屋糸里（2007年、TBS）
- 浅草ふくまる旅館（2007年、TBS）
- 西村京太郎サスペンス （新・）新十津川警部シリーズ（2016年 - 、TBS）